# 科米讷-瓦尔讷通
科米讷-瓦尔讷通（法語：Comines-Warneton，法語發音：[kɔmin waʁnətɔ̃] ⓘ，荷蘭語發音：[ˈkoːmə(n) ˈʋɑːstə(n)] ⓘ）是比利时瓦隆大区埃諾省图尔奈-穆斯克龙区的一座语言便利城市，北与弗拉芒大區西佛兰德省接壤，南临法国，是埃諾省的一块外飞地，面积61.34平方千米，人口18,063人（2018年1月1日）。科米讷-瓦尔讷通是比利时法语社群的一部分，当地居民多数使用法语，少数使用荷蘭語，市政部门为使用荷兰语的少数人士提供荷兰语服务。

## 历史
科米讷-瓦尔讷通于1977年由原市镇科米讷、瓦尔讷通、下瓦尔讷通、普卢赫斯泰尔特和豪特姆合并而成。